# Gustav-Adolf Wöhler
Gustav-Adolf „Hennecke“ Wöhler (* 27. März 1924; † 2000) war ein  deutscher Fußballspieler, der als Aktiver von Göttingen 05, Eintracht Braunschweig, FC St. Pauli und Concordia Hamburg in den Jahren 1948 bis 1959 in der damals erstklassigen  Fußball-Oberliga Nord insgesamt 175 Ligaspiele absolviert und dabei 26 Tore erzielt hat. Am Anfang seiner Laufbahn war er im Angriff und am Ende in der Defensive im Einsatz gewesen.

## Laufbahn
Die fußballerischen Anfänge durchlief Wöhler vor und während des Zweiten Weltkriegs bei der SpVgg Zeitz beziehungsweise SG Zeitz in der Provinz Sachsen. Nach Ende des Krieges verschlug es den Angriffsspieler nach Hameln, wo er beim SC Preußen Hameln auf den Sturmpartner Günter Schlegel traf und dann nach der Debütrunde der Fußball-Oberliga Nord, 1947/48, gemeinsam mit Schlegel zum SC Göttingen 05 innerhalb Südniedersachsens wechselte. Die Schwarz-Gelben vom Maschpark hatten sich in der Aufstiegsrunde 1948 zur Oberliga Nord durch einen 3:0-Sieg im Entscheidungsspiel gegen den punktgleichen Itzehoer SV am 25. Juli 1948 in Hannover durchgesetzt. Möglich werden lassen hatte dies aber die Regelung, drei Aufsteiger zuzulassen. Durch die erfolgte Währungsreform zum 20. Juni 1948 war es den Göttinger Verantwortlichen später auch möglich, die Gelder für die zukünftigen Vertragsspieler zur Verfügung zu stellen. Aufsteiger Göttingen tat sich schwer in der Oberliga, auch der 4:0-Punktestart gegen Werder Bremen und Arminia Hannover änderte daran nichts. Es hagelte in Folge Niederlagen und so wurde nach Verstärkungen gesucht. Wöhler wurde am Ende der Hinrunde aus Hameln, Schlegel vom HSV geholt, von wo er vorübergehend nach Zeitz zurückgekehrt war, und Peter Gunkel vom VfB Oldenburg. Wöhler debütierte am 12. Dezember 1948 bei einem Nachholspiel gegen den Eimsbütteler TV und Schlegel am 23. Januar 1949 bei einem 2:0-Heimerfolg gegen den FC St. Pauli in der Oberliga Nord. Beim Sieg gegen die Braun-Weißen vom Heiligengeistfeld bildeten Wöhler und Schlegel den rechten Göttinger Flügel. Am Rundenende belegten die Schwarz-Gelben den 11. Rang und Wöhler hatte in 12 Ligaeinsätzen einen Treffer erzielt. Der Abstieg fiel am Rundenende aus, die Liga wurde künftig auf 16 Clubs erweitert. Wöhler beendete aber sofort wieder seine Zeit in Göttingen und unterschrieb zur Runde 1949/50 einen Zweijahresvertrag beim Ligakonkurrenten Eintracht Braunschweig.
Bei den Blau-Gelben vom Eintracht-Stadion an der Hamburger Straße entwickelte sich „Hennecke“ Wöhler im Angriff unter Trainer Hans-Georg Vogel zu einem Leistungsträger. Er lief an der Seite des 17-fachen Torschützen Walter Schemel in 26 Ligaspielen auf und erzielte für die Eintracht fünf Tore. Als in seiner zweiten Eintracht-Saison, 1950/51, Neuzugang Werner Thamm mit 16 Toren in die Oberliga startete, war der mannschaftsdienliche Mann am rechten Flügel in 27 Ligaspielen aufgelaufen und hatte sechs Tore beim Erreichen des 10. Tabellenranges beigesteuert. Jetzt folgte er dem Ruf des Nordvizemeisters St. Pauli und unterschrieb zur Saison 1951/52 einen Vertrag bei den Braun-Weißen vom Heiligengeistfeld.
Wiederum hatte er im Angriffszentrum einen Vollstrecker an seiner Seite: Bei den „Kiez-Kickern“ war es Alfred Boller, der 28 Treffer für die am Ende den 3. Rang belegende Elf aus St. Pauli erzielte. Der Vorlagengeber am rechten Flügel, „Hennecke“ Wöhler, traf in 25 Ligaeinsätzen sieben Mal ins gegnerische Netz. Aber bereits nach einer Runde stand wieder für Wöhler ein Wechsel bevor: Er unterschrieb zur Runde 1952/53 bei den Rot-Schwarzen aus Wandsbek, Concordia Hamburg.
Am Rundenende 1952/53 – die Schwarz-Roten hatten im Januar 1953 den bisherigen Trainer Walter Risse durch Erwin Reinhardt ersetzt – konnte auch der zehnfache Torschütze Werner Heitkamp den Abstieg von „Cordi“ nicht verhindern, obwohl mit Werner Ackermann, Herbert Dannemann, Johannes Kubsch, Günter Woitas und Neuzugang Wöhler (28/6) bewährte Oberliga-Recken im Kader gestanden hatten. Im ersten Wettbewerb um den DFB-Pokal nach dem Zweiten Weltkrieg, 1953, konnten die Concorden ihre Oberligatauglichkeit bei den Erfolgen gegen Borussia Dortmund (4:3), VfB Mühlburg (4:3) und der 1:2-Auswärtsniederlage im Viertelfinale beim SV Waldhof Mannheim unter Beweis stellen. Im Sommer 1953 fand sich Concordia aber trotzdem in der Amateurliga Hamburg wieder. 
Wöhler verblieb weiterhin in Wandsbek und war Aktiver in den drei Anläufen zur Rückkehr in die Oberliga. Nach dem Titelgewinn 1953/54 scheiterte „Cordi“ in der Aufstiegsrunde auf dem 3. Rang, nach der Vizemeisterschaft 1954/55 das erneute Scheitern, jetzt mit dem 2. Rang. Im dritten Anlauf, 1955/56, die Meisterschaft in Hamburg hatten Wöhler und Kollegen überlegen mit 60:4 Punkten für sich entschieden, waren sie auch in der Aufstiegsrunde erfolgreich. Sie erreichten mit 9:3 Punkten den 1. Rang und stiegen damit wieder in die Oberliga Hamburg auf. Die Konkurrenten Bremer SV, Phönix Lübeck und der VfB Peine wurden auf die Plätze verwiesen. Unmittelbar nach dem letzten Gruppenspiel am 3. Juni gegen Peine (3:0) machte sich der Oberligarückkehrer auf eine Reise nach Stendal und Potsdam und trug dort zwei Freundschaftsspiele aus. 
Der 32-jährige Routinier Wöhler konnte noch durch seine Vielseitigkeit, er war am Ende seiner langen Laufbahn auch ein zuverlässiger Verteidiger, in der Oberliga noch drei Runden mit 57 Ligaeinsätzen (1 Tor) an der Seite von Mitspielern wie Torhüter Ingo Röhrig, Rolf Gronau, Gustav-Adolf Rathmann und Jürgen Sanmann anhängen und war dabei zeitweise Mannschaftskapitän. Im Sommer 1958 wurde „Cordi“ zu drei Spielen in die Sowjetunion in Moskau, Minsk und Kiew eingeladen. Im Januar 1959 zog er sich in einem Spiel gegen Holstein Kiel nach elf Minuten nach einem Zweikampf mit Günter Lankeit einen Nasenbeinbruch zu, der in einer 0:6-Niederlage mündete.
Mit dem Spiel am 8. März 1959, einem 5:2-Heimerfolg vor 8.000 Zuschauern gegen Bremerhaven 93, verabschiedete sich Wöhler aus dem Oberligafußball. Vor Torhüter Geza Maklary hatte er mit seinem ehemaligen Göttinger Mannschaftskamerad Günter Schlegel das Verteidigerpaar gebildet. Verteidiger und Flügelstürmer Werner Bökenberg hatte in dieser Saison auch dreimal im Tor ausgeholfen. Im Mai des Jahres kündigte Wöhler seinen Vertrag bei der Concordia, um sich reamateurisieren zu lassen.